# Wetterstationen der Wehrmacht in der Arktis
Wetterstationen in der Arktis wurden von der Wehrmacht zur dauerhaften Ermittlung von Wetterdaten zwischen 1941 und 1945 errichtet. Bereits zwischen 1912 und 1914 wurde das Geophysikalische Observatorium Ebeltofthafen von Deutschland auf Spitzbergen betrieben.

## Der Vertrag von Svalbard
Die Entwicklung des Wetters und die absehbaren Veränderungen im Bereich des Atlantischen Ozeans und im Norden und Westen Europas hängen wesentlich von den meteorologischen Vorgängen in der Atmosphäre des arktischen Raumes ab. Für Erkenntnisse und Prognosen nutzten die europäischen Wetterstationen seit dem Ersten Weltkrieg gemeinschaftlich die Daten der zum Teil sehr entlegenen Wetterstationen, die regelmäßig und zum Teil mehrmals täglich die Wetterlage erfassten und per Rundfunk allen Interessierten zugänglich machten. Die Grundlage dieser internationalen Zusammenarbeit stellte der Vertrag von Svalbard dar, der seit 1920 die friedliche ökonomische Nutzung Spitzbergens (norwegisch: Svalbard) definierte und den neutralen Status Spitzbergens (obwohl unter norwegische Souveränität fallend) garantierte. Zudem gestand dieser Vertrag allen interessierten Nationen Zugang zu den im gesamten arktischen Raum erhobenen meteorologischen Informationen zu. Der Vertrag von Svalbard wurde 1925 ratifiziert (seitdem ist Spitzbergen norwegisches Staatsgebiet) und gilt heute noch.

### Wetterbeobachtung im Eismeer
Mit der Anfang des 20. Jahrhunderts beginnenden Luftfahrt wurden Flugzeuge auch für die Erforschung der noch weitgehend unbekannten Arktis eingesetzt. Dafür mussten die meteorologischen Bedingungen der höheren Atmosphäre untersucht werden. Daher wurde 1911 das Deutsche Observatorium in der Adventbai (Isfjorden) errichtet. Heute findet man an dieser Stelle den Flughafen Longyearbyen. Aufgrund störender Lokaleinflüsse wurde das Observatorium 1912 nach Ebeltofthafen in die Crossbai verlegt. Im jährlichen Wechsel überwinterten dort Wissenschaftler. Aufbauend auf diese Erfahrungen und spätere aus der Zwischenkriegszeit konnten durch die Wehrmacht während des Zweiten Weltkriegs Wetterstationen in der Arktis errichtet werden.
Infolge des Ausbruchs des Zweiten Weltkriegs kam die Funktion des international aufgebauten meteorologischen Netzes nach und nach zum Erliegen. Die Wetterbeobachtungen wurden aber weiterhin benötigt, wenn auch hauptsächlich zur Planung und Durchführung militärischer Operationen auf See und dem Festland. 1940, als die Wehrmacht das neutrale Norwegen im Verlauf des Unternehmens Weserübung besetzte, arbeiteten sowjetische, dänische und norwegische Wetterstationen im gesamten arktischen Raum von Grönland bis nach Nowaja Semlja. Zwei norwegische Stationen auf Spitzbergen und auf der Bäreninsel meldeten weiterhin nahezu friedensmäßig Daten auch an den deutschen Wetterdienst, da die Forscher von der Versorgung durch ihre norwegische Heimat, nun von Deutschland besetzt, abhängig waren.
Der erste Versuch, eine Kriegswetterstation zu errichten, wurde 1940 von der deutschen Kriegsmarine mit dem ehemaligen norwegischen Walfänger „Furenak“ unternommen. Ein meteorologischer Vier-Mann-Trupp sollte in Ostgrönland abgesetzt werden, wurde jedoch bald nach der Anlandung gefangen genommen. Mehrere andere deutsche Wetterschiffe und kleinere landgestützte Kriegswetterstationen wurden zerstört oder aufgebracht. Nur dem Wetterschiff Sachsen gelang es, über längere Zeit Wettermeldungen abzusetzen, bevor es aufgebracht werden konnte. Das Aufbringen dieser Wetterschiffe band größere englische Marinekräfte.
Zur Gewinnung von Wetterdaten wurde die Wetterstaffel 5 mit He 111 und Ju 88 in Trondheim und Banak Norwegen aufgestellt. Die Staffel führte zweimal täglich Wetterflüge über der Norwegischen See und der Grönlandsee durch. Der Aktionsradius reichte von Ostgrönland bis nördlich von Svalbard sowie östlich von Nowaja Semlja. Schlechtes Wetter schränkte jedoch Wetterflüge ein.
Im Februar 1941 stationierte die deutsche Kriegsmarine das Wetterschiff München nördlich von Island. Die von den Briten im März auf Jan Mayen errichtete Wetterstation wurde aufgeklärt und im April durch die deutsche Luftwaffe ohne Erfolg angegriffen.
Im April 1941 wurde mit dem Unternehmen Bansö unter Erich Etienne eine erste Anlandung mit einer He 111 auf West-Spitzbergen im Adventdalen durchgeführt. Eine Wetterstation wurde zeitweilig nahe Longyearbyen errichtet. Zu diesem Zeitpunkt war dieser Ort noch nicht der Hauptort auf West-Spitzbergen.

### Operation Gauntlet
Entgegen dem Artikel 9 des Svalbardvertrages, der Militär auf Spitzbergen verbot, landete im August 1941 ein kleiner britischer Trupp, um die Lage zu erkunden. Dieser Vorgang leitete die größere alliierte Operation Gauntlet ein, bei der ein kanadisch-britisches Expeditionskorps unter norwegischer Führung im September 1941 Spitzbergen sicherte, bei der u. a. auch die zivilen meteorologischen Einrichtungen geräumt wurden, und stellte die Insel unter Kriegsrecht. Die Daten der dortigen Wetterstationen standen der Kriegsmarine fortan nicht mehr zur Verfügung. Die auf Spitzbergen stationierte sowjetische Wetterstation, die bis dahin von den Norwegern auf deutsche Weisung hin mitversorgt worden war, wurde ebenfalls geräumt.

### Militärische Verwendung von Wetterdaten im Zweiten Weltkrieg
Die erhobenen Wetterdaten wurden sowohl für die Wettervorhersage in Europa und die Kriegführung der U-Boote im Nordatlantik als auch für die Operationsführung von Marine und Luftwaffe im Nordpolarmeer benötigt. Hier bildeten alliierte Transportschiffe die Versorgungslinie Vereinigte Staaten–Großbritannien–Russland, über die im Rahmen des Leih- und Pachtgesetzes Kriegsmaterial mit den Nordmeergeleitzügen aus den USA nach Murmansk transportiert wurde. Flugzeuge der Luftwaffe, Schiffe und U-Boote der Kriegsmarine operierten bei entsprechenden Wetterverhältnissen von Nordnorwegen aus gegen diese Konvois.
Das Unternehmen Cerberus beruhte im Wesentlichen auf der genauen Wettervorhersage der Kriegswetterstationen der Arktis für die Wetterentwicklung im Ärmelkanal zur Zeit des Durchbruchs.
Sowohl die Luftwaffe als auch die Marine entschieden sich daher, Wetterstationen für die dauerhafte Beobachtung einzurichten. Auf Grund der Konkurrenzsituation zwischen Marine und Luftwaffe, auch durch die politische Stellung der beiden Oberbefehlshaber bedingt, wurden die Wetterdaten nicht oder nur zeitverzögert ausgetauscht und konnten von der jeweils anderen Teilstreitkraft nur verspätet genutzt werden. Operativ unterstanden die Marinewetterstationen dem Marineoberkommando Norwegen. Wetterflugzeuge konnten zur Gewinnung von Wetterdaten nur zeitweilig zu einer Soforterkundung eingesetzt werden. Wetterschiffe, die dauerhaft an einer Position oder in einem bestimmten Seegebiet verblieben, waren durch Feindkräfte aus der Luft und von See bedroht und wurden zumeist versenkt. Wetterstationen als Landstützpunkte boten nach Einfrieren im Eis den Vorteil, dass sie weniger bedroht waren und keine weiteren Kräfte banden.
Im weiteren Kriegsverlauf kamen – aufbauend auf guten Erfahrungen mit Wetterbojen – auch automatische Wetterstationen zum Einsatz, unter anderem auf Labrador in Kanada (Wetterstation Kurt). Sie funkten automatisch verschlüsselte Wetterdaten an die Gegenstelle beim Marinewetterdienst (MWD). Die Luftwaffe hatte parallel zur Kriegsmarine ein eigenes Modell namens „Kröte“ entwickelt und aufgestellt. Diese Stationen meldeten erhobene Daten entsprechend an den Luftwaffenwetterdienst (LWD).
Durch das Fehlen von verlässlichen Wetterdaten aus dem Nordatlantik im Bereich der Polarfront zwischen der Westwindzone über dem Atlantik und der Polarzelle konnte die vorübergehende Wetterbesserung vom 5./6. Juni 1944 durch den Wetterdienst der Wehrmacht nicht erkannt werden. Die Operation Overlord, die Invasion in der Normandie, geschah daher unvorhergesehen, da es am Vortag und Abend noch regnete.

## Bemannte Wetterstationen

Deutsche Wetterstationen auf Spitzbergen

Zur Abwehr dieser Wettertrupps mussten die Alliierten sowohl Luft- als auch Seestreitkräfte einsetzen, die damit gebunden waren und nicht für andere Zwecke zur Verfügung standen – u. a. wurde zur Aufklärung und Abwehr von Wettertrupps die Sirius-Patrouille in Grönland aufgestellt.
| Unternehmen  | TSK 1) | Ort              | Zeit    | Leiter            | Stärke 2) | Anmerkungen                 |
| ------------ | ------ | ---------------- | ------- | ----------------- | --------- | --------------------------- |
| Bansö        | LWT    | West-Spitzbergen | 1941/42 | Etienne/Moll      | 4         | Adventdalen                 |
| Knospe       | MWT    | West-Spitzbergen | 1941/42 | Knoespel          | 6         | Signehamna, Lilliehöökfjord |
| Nussbaum     | MWT    | West-Spitzbergen | 1942/43 | Nusser            | 6         | Signehamna, Lilliehöökfjord |
| Holzauge     | MWT    | NO-Grönland      | 1942/43 | Weiß/Ritter       | 17        | Sabine Ø                    |
| Kreuzritter  | MWT    | West-Spitzbergen | 1943/44 | Knoespel          | 12        | Liefdefjord                 |
| Schatzgräber | MWT    | Franz-Josef-Land | 1943/44 | Drees/Makus       | 10        | Alexandraland               |
| Svartisen    | LWT    | Hopen            | 1943/44 | Ertl/Schwarz      | 4         |                             |
| Bassgeiger   | MWT    | Ostgrönland      | 1943/44 | Schatz            | 8         | Shannon-Insel               |
| Edelweiß     | MWT    | NO-Grönland      | 1944    | Weiß/Alleweldt    | 11        | Dove-Bugt                   |
| Edelweiß II  | MWT    | NO-Grönland      | 1944    | Schmidt           | 12        | Lille-Koldewey Ø            |
| Zugvogel     | MWT    | Grönlandsee      | 1944/45 | Hofmann/Schönfeld | 20        | Wetterschiff Wuppertal      |
| Helhus       | LWT    | Hopen            | 1944/45 | Neunteufl         | 4         |                             |
| Landvik      | Abwehr | Süd-Spitzbergen  | 1944/45 | Norweger          | 2         | Stormbukta                  |
| Taaget       | Abwehr | Bäreninsel       | 1944/45 | Norweger/Ukrainer | 2         | Sørhamna                    |
| Haudegen     | MWT    | NO-Spitzbergen   | 1944/45 | Dege              | 11        | Ripfjorden                  |

1) TSK: Teilstreitkraft; LWT: Luftwaffenwettertrupp; MWT: Marinewettertrupp
2) bei einigen Unternehmen wurde die Führung zwischen einem militärisch-seemännischen Wettertruppführer und einem Meteorologen geteilt

### Ausbildung und Ausrüstung
Luftwaffe und Marine führten die Ausbildung der Wettertrupps jeweils getrennt durch. Die Luftwaffe bildete ihr Personal für den Betrieb von bemannten und automatischen Wetterstationen in Norwegen auf der Hardangervidda aus. Die „Erprobungsstelle Nord (Arktis)“ im Technischen Amt des Reichsluftfahrtministeriums in Finse am Hardangerjøkulen an der strategisch günstig gelegenen Bergenbahnstrecke nahm im Frühjahr 1943 unter der Leitung des Polarexperten und Abwehr-Mitarbeiters Vitalis Pantenburg ihren Betrieb auf.
Teilweise setzte die Luftwaffe im Wettertrupp einen Arzt ein, während die Marine ihre Expeditionsteilnehmer umfangreich in medizinischen Kenntnissen schulte, wie es für kleinere Schiffseinheiten und U-Boote üblich war, auf denen kein Schiffsarzt zur Verfügung stand. Zu dieser Qualifikation gehörten einfache zahnärztliche Behandlungen.

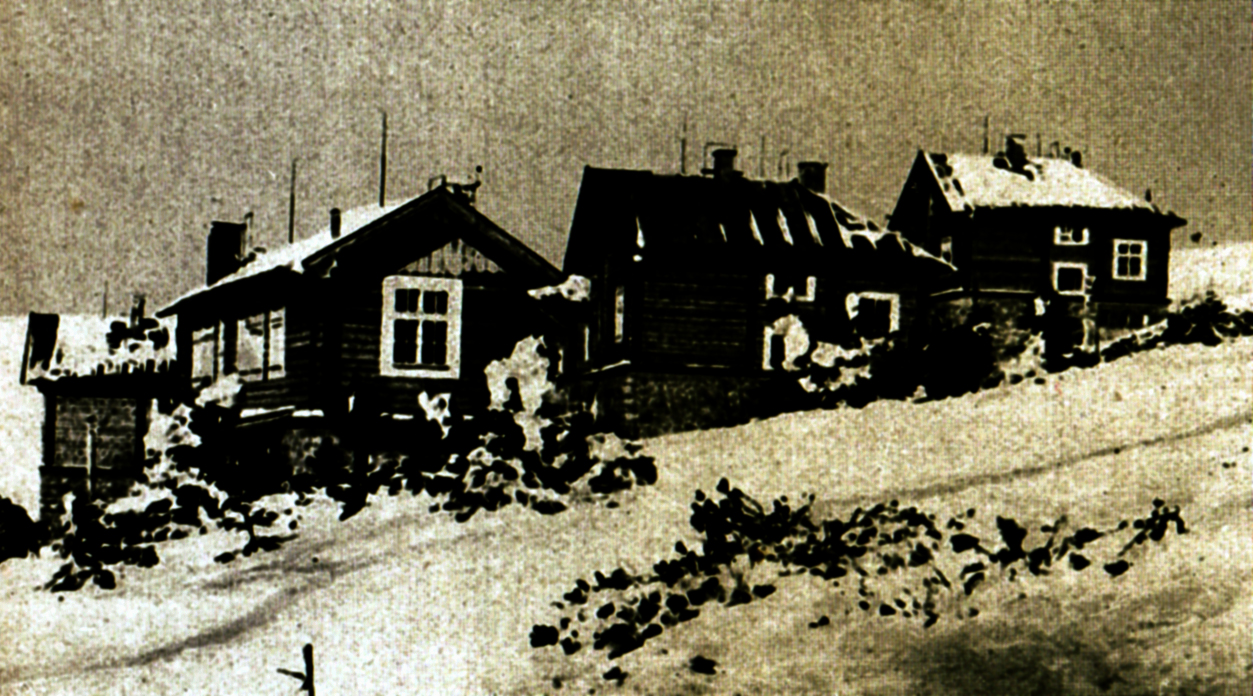
Forschungsstation Goldhöhe

Die Ausbildung der Marinewettertrupps (MWT) wurde in der Forschungsstation Goldhöhe im Riesengebirge durchgeführt und dauerte drei Monate. Ausbildungsleiter war zunächst Hans-Robert Knoespel, der durch Heinrich Schatz unterstützt wurde. 1943 übernahm der Meteorologe Gottfried Weiss die Leitung des Trainingslagers. Ausbildungsthemen waren Wetter- und Verkehrsfunk, Wetterbeobachtung, astronomische Navigation und Orientierung, Waffenausbildung und Jagd, Zelt- und Iglubau, Winterbiwak, Hundeschlittenfahren. Feldküchenausbildung, Gebirgsausbildung mit Klettern und Skilaufen kamen in weiteren Ausbildungsabschnitten hinzu. Die zusätzliche mehrmonatige militärische Ausbildung fand bei den Gebirgsjägern in der Gebirgsjägerkaserne in Mittenwald und Luttensee, heutige Luttensee-Kaserne, statt. Die Ausbildung umfasste Gefechtsdienst und Pionierausbildung insbesondere im Gebirgskampf und im Kampf um Gebirgsstellungen. Eine 14-tägige Sanitätsausbildung inklusive der Notbehandlung von Zahnerkrankungen erfolgte an der Gebirgssanitätsschule an den Standorten St. Johann in Tirol und Bad Gastein.
Planung, Vorbereitung und Ausrüstung waren trotz der Kriegslage umfangreich und gründlich. Zur Ausrüstung gehörte das für die damalige Zeit neueste und hochwertigste Material. Diese (bsp. 80 t beim Unternehmen Haudegen) bestand aus dem Proviant (1,2 kg pro Mann und Tag), Polarkleidung (wie z. B. Frauenhaarfüßlinge), Biwakausrüstung mit Zelten, Daunenschlafsäcken und Zdarsky-Biwaksäcken aus Rentierfell, Bergausrüstung mit Ski, Schneeschuhen und Alpingerät, Medikamenten und ärztliche Instrumenten, Booten, Nansen- und Grönländerschlitten, Werkzeug, Küchengerät, Betreuungsmaterial, den „Knoespel-Würfeln“ als Unterkunftshütten mit Heizmaterial (Kohle und Petroleum) und Wetterdienstmaterial für optische und synoptische Wetterbeobachtung sowie der Funkausrüstung.
Als Militär- und Jagdwaffen dienten Sturmgewehr 44, Karabiner 98k mit ZF, MP 40, MG42 und Flinten, zur Eigensicherung Pistolen und Revolver. Als Waffe zum Überleben diente bei den Wettertrupps der Luftwaffe der J.P. Sauer Drilling M30.

### Knoespel-Würfel
Um die Wetterstationen innerhalb kürzester Zeit durch die Stationsbesatzung und die anlandende Schiffsmannschaft ausladen und aufbauen zu können, hatte Regierungsrat Hans-Robert Knoespel den Einheitsbausatz einer Hütte im Maß 3 m × 3 m × 2,20 m entwickeln lassen. Knoespels Entwicklung basierte auf seinen Erfahrungen als Leiter der Unternehmen Knospe und Kreuzritter sowie als Ausbildungsleiter auf der Goldhöhe. Mehrere dieser „Knoespel-Würfel“ genannten Bausätze konnten vor Ort im Stabilbaukastenprinzip zu einer Wetterstation zusammengesetzt werden. Für den Aufenthalt in der Arktis stellten sich notwendige Verbesserungen heraus. Für das Unternehmen Haudegen wurde die Bauart entsprechend den aus vorherigen Unternehmen gewonnenen Erkenntnissen verändert. So wurde die Dachneigung erhöht, leichteres Rahmenwerk und Hartfaserpappe (statt Holz) verwendet und ein doppelter Fußboden sowie ein doppeltes Dach eingezogen.

### Aufbau der Kriegswetterstationen
Neben dem jeweiligen Hauptgebäude wurde meist ein weiterer Schuppen für das notwendige meteorologische Material angelegt, um die Radiosondenaufstiege durchführen zu können. Die dazu notwendigen Chemikalien wurden aus Sicherheitsgründen in diesem externen Schuppen gelagert.
Die Stationsgelände waren mit Sprengladungen gesichert. Ein Alarmposten sicherte das umliegende Stationsgelände und sollte bei Feindannäherung die Besatzung alarmieren. Feldstellungen für das MG waren vorbereitet und wie bei Haudegen mit Hauptschussrichtung auf mögliche Anlandestellen von See her angelegt. Im Fall der Station Haudegen wurden die Sprengladungen bei der Übergabe der Station gesprengt. Dies erfolgte jedoch nicht überall, wie bei einer Einrichtung auf Franz-Josef-Land. Um ein Ausweichen sicherzustellen, wurden ein oder mehrere weiter ab liegende Fluchtdepots mit umfangreicher Ausrüstung angelegt – sie wurden meist nach dem Krieg durch die Norweger ausgehoben. Im unmittelbaren Bereich wurden Fluchthilfedepots mit Rucksack und Notausrüstung angelegt, die dazu dienten, bei einem sofortigen Verlassen der Station die notwendigste Ausrüstung zur Verfügung zu haben. Bei der Station Haudegen wurde dieses Material erst in den 1980er Jahren durch den Sohn Deges während einer Expedition der norwegischen Marine geborgen. Die aufgefundenen Waffen und die Munition waren funktionsfähig.

### Nothütten
Die ehemaligen Kriegswetterstationen auf Svalbard, so die korrekte Bezeichnung für West-Spitzbergen und Nordostland sowie den umliegenden Inseln, dienten oder dienen auch heute noch als Nothütten und waren oder sind mit entsprechender Ausrüstung versehen.